# ノックアウト方式 (モータースポーツ)
ノックアウト方式（ノックアウトほうしき）とは、モータースポーツ、特に自動車競技やオートバイ競技における予選方式のひとつ。2006年のF1世界選手権で導入されて以降、様々な選手権で採用されている。

## 概要
ノックアウト(knock out)には「敗退させる」という意味があり、名前のとおり下位の選手を敗退させてスターティンググリッドが決定していく方式である。

## ルール
選手権ごとに相違はあるが（具体例は下記）、概ね以下を満たすルールで運用される。
- セッション中に記録されたタイムで順位がつけられる。
- 規定の順位以上の選手は次のセッションに進出する。規定順位より下の選手は、その順位でスターティンググリッドが決定する。

例としてF1で採用される3段階方式を下表に示す。下記のように、予選の各セッションは慣例的に「Q+数字」で呼ばれる。
| 順位 | 1次予選（Q1) | 2次予選（Q2） | 3次予選（Q3）    |
| ---- | ------------ | ------------- | ---------------- |
| 1位  | Q2進出       | Q3進出        | ポールポジション |
| 2位  | Q2進出       | Q3進出        | 2番グリッド      |
| 3位  | Q2進出       | Q3進出        | 3番グリッド      |
| 4位  | Q2進出       | Q3進出        | 4番グリッド      |
| 5位  | Q2進出       | Q3進出        | 5番グリッド      |
| 6位  | Q2進出       | Q3進出        | 6番グリッド      |
| 7位  | Q2進出       | Q3進出        | 7番グリッド      |
| 8位  | Q2進出       | Q3進出        | 8番グリッド      |
| 9位  | Q2進出       | Q3進出        | 9番グリッド      |
| 10位 | Q2進出       | Q3進出        | 10番グリッド     |
| 11位 | Q2進出       | 11番グリッド  | 11番グリッド     |
| 12位 | Q2進出       | 12番グリッド  | 12番グリッド     |
| 13位 | Q2進出       | 13番グリッド  | 13番グリッド     |
| 14位 | Q2進出       | 14番グリッド  | 14番グリッド     |
| 15位 | Q2進出       | 15番グリッド  | 15番グリッド     |
| 16位 | 16番グリッド | 16番グリッド  | 16番グリッド     |
| 17位 | 17番グリッド | 17番グリッド  | 17番グリッド     |
| 18位 | 18番グリッド | 18番グリッド  | 18番グリッド     |
| 19位 | 19番グリッド | 19番グリッド  | 19番グリッド     |
| 20位 | 20番グリッド | 20番グリッド  | 20番グリッド     |

追加ルールとして、F1では2023年の一部のグランプリで「Alternative Tyre Allocation（ATA）」と呼ばれるタイヤ配分方式が採用されている。ATA方式を採用したグランプリでは、予選の各ピリオドで使用できるタイヤコンパウンドが1種類に限定される（Q1: ハード、Q2: ミディアム、Q3: ソフト）。

## 利点と問題点

### 利点
- 出走台数が同じ場合、1台ずつ出走するスーパーポール方式と比べて所要時間が短くなる。
- セッション中に出走する車両がほぼ同じコンディションで走行でき、気温や路面状況の変化による有利不利が生まれにくい。

### 問題点
- 予選のタイムを記録するラップ（アタックラップ）中に他車のトラブルが原因でセッションが中断されると、アタックラップが無効となる場合がある。そのままセッションが再開されない場合はタイム無し、またはウォームアップ時の遅いタイムが記録となり、選手の能力に即さない順位になりうる。
- アタックラップ中の車両が走行ラインを塞がれたり、前方車両が発生させる乱気流を受けてダウンフォースを失うといった不利益を被ることがある。出走台数が多い選手権のQ1や、全長が短く幅が狭いコースでこの問題が起こりやすい。

## ルールのバリエーション
ノックアウト方式予選の実施手順には、各選手権の特徴を考慮し様々な独自ルールが盛り込まれている。存続/廃止を問わず一部の例を示す。

### 組分け
出走選手または車両を複数の組に分け、最終セッション以外は各組ごとで予選を進行する。

### 合算/平均タイム
耐久レースのように１台の車両を複数人の選手が共有するカテゴリーでは、２人以上が記録したタイムの合計または平均値をもとに順位が決められる場合がある。

### 1次予選出走免除（MotoGP）
2013年からロードレース世界選手権で実施されているルール。練習走行で上位10位以内のタイムを記録した選手には、1次予選出走が免除される。
当初の一次予選免除枠はFP1-FP3だったが、2023年のスプリント導入からはFP2(正式セッション名は「プラクティス」のみのタイムで判断される。またmoto2/3でもこのルールは適応されるが、こちらはFP1/2両方のタイムで判断されるのと、出走台数の違いからQ1免除は14台となっている。

### 時限ノックアウト方式（2016年F1世界選手権）
この年のF1では（参加台数22台）では、開幕戦より以下のような新予選方式が導入された。しかし下位チームの順位を上げる機会が無くなる、観戦者から誰が脱落圏内にいるか分かりづらいといった問題点が露呈したことからわずか2戦で廃止され、従来の方式に戻された。
第1ラウンド（Q1）
セッション時間は16分。開始から7分後の時点での最下位が脱落、以後1分30秒ごとにその時点での最下位が脱落する。Q1では計7名の順位が確定し、15名がQ2進出。
第2ラウンド（Q2）
セッション時間は15分。開始から6分後の時点での最下位が脱落、以後1分30秒ごとにその時点での最下位が脱落する。Q2では計7名の順位が確定し、8名がQ3進出。
第3（最終）ラウンド（Q3）
セッション時間は14分。開始から5分後の時点での最下位が脱落、以後1分30秒ごとにその時点での最下位が脱落する。最後の1分30秒は残った2名でポールポジションを争う。